# 游徼
游徼，中國古代负责巡捕盗贼之乡官名，秦朝始置，漢朝沿用。不過在漢文帝時期出現直屬於縣的游徼，負責一縣的治安。南北朝后該官職被废除。